# Omicidio di Shalhevet Pass
L'omicidio di Shalhevet Pass fu un infanticidio avvenuto a Hebron, in Cisgiordania, il 26 marzo 2001, commesso da un cecchino palestinese, che uccise Shalhevet Pass, infante israeliana di 10 mesi. L'evento scioccò l'opinione pubblica israeliana, anche perché un'indagine stabilì che il cecchino aveva deliberatamente mirato alla bambina. Secondo Deborah Sontag del New York Times, l'omicidio divenne un "potente simbolo israeliano come vittima innocente della violenza".

## L'omicidio
Alle 16:00 del 26 marzo 2001, Shalhevet fu colpita da colpi di arma da fuoco nel suo passeggino mentre era accompagnata dai suoi genitori da un parcheggio nel quartiere Avraham Avinu di Hebron, dove viveva la famiglia.
Dopo una pausa di dieci minuti, il cecchino palestinese riprese a sparare dal quartiere di Abu Sneinah sulla collina di fronte. Shalhevet fu uccisa all'istante. Uno dei proiettili del cecchino penetrò attraverso il cranio dell'infante, e colpì anche il padre. Anche il padre di Shalhevet, Yitzchak Pass, studente, che stava spingendo il passeggino, fu gravemente ferito pochi minuti dopo da due proiettili.
I resoconti della stampa dissero che il parco giochi era molto occupato in quel momento. Secondo resoconti non confermati, un altro bambino sarebbe stato sfiorato da un proiettile e altri due colpiti da proiettili attraverso i loro vestiti.

## Conseguenze
L'Autorità Palestinese inizialmente arrestò il cecchino, ma lo rilasciò poco dopo. Il 9 dicembre 2002 lo Shin Bet riuscì a catturare il cecchino, il membro di Tanzim Mahmud Amru. Nel dicembre 2004, un tribunale militare condannò l'assassino a tre ergastoli.